# Simone White
Simone White (Hawaï, 7 februari 1970) is een Amerikaanse singer-songwriter van folkmuziek.

## Discografie

### Albums
| Album met eventuele hitnotering(en) in de Nederlandse Album Top 100 | Datum van verschijnen | Datum van binnenkomst | Hoogste positie | Aantal weken | Opmerkingen |
| ------------------------------------------------------------------- | --------------------- | --------------------- | --------------- | ------------ | ----------- |
| Sincere Recording Co. Presents Simone White                         | 2004                  | -                     |                 |              |             |
| I Am The Man                                                        | 2007                  | 19-01-2008            | 35              | 6            |             |
| Yakiimo                                                             | 2009                  |                       |                 |              |             |
| Silver Silver                                                       | 2012                  |                       |                 |              |             |

### Singles
| Single met eventuele hitnotering(en) in de Nederlandse Top 40 | Datum van verschijnen | Datum van binnenkomst | Hoogste positie | Aantal weken | Opmerkingen |
| ------------------------------------------------------------- | --------------------- | --------------------- | --------------- | ------------ | ----------- |
| The Beep Beep Song                                            |                       | 26-01-2008            | 31              | 4            |             |

## Trivia
- The Beep Beep Song van het album I Am The Man werd eind 2007 gebruikt in de Audi R8 slowest car we ever built reclamecampagne in Frankrijk, Italië, Nederland, Polen en Zweden.
- Tijdens haar eerste optreden in Nederland, op 30 maart 2008 in Paradiso, bracht White een volledig Nederlandse versie van het nummer ten gehore, tot groot enthousiasme van het aanwezige publiek.